# Jacob de Toul
Pour les articles homonymes, voir Jacob (homonymie).
Jacob († 767 (?)) ou Jakob, est le vingt-quatrième évêque de Toul.

## Biographie
L'évêque Jacob succéda à Godon de Toul vers 756. Auparavant, il est abbé au monastère de Gémonde ou Guémonde près de Sarreguemines avant d'être promu à l'épiscopat. Jacob conserva toute sa vie l'amour de la solitude. Cependant, il assista à l'assemblée générale de la nation tenue en 757 à Compiègne par le roi Pépin le Bref ; assemblée qui est mise au nombre des conciles comme toutes celles de ce temps là parce que les évêques du royaume y étaient convoqués aussi bien que les seigneurs laïques. Le même prince fit don à cet évêque de l'abbaye de Saint-Dié et l'appela au concile d'Attigny en 765. Deux ans après, Jacob fit un voyage à Rome et passa à son retour par le monastère de Saint Bénigne, à Dijon, où il fut attaqué d'une maladie dont il mourut. Les religieux l'enterrèrent dans leur église et ses vertus lui méritèrent le titre de Saint. Son successeur a été l'évêque Bornon. 
Considéré comme saint, sa fête était avant 1957 le 23 juin et auparavant le 2 mars.